# Église Saint-Nicolas de Pise
L'église Saint-Nicolas (italien : chiesa di San Nicola) est un édifice religieux de la ville de Pise, en Italie. Elle est située au 2 via Santa Maria. 

## Histoire
L'église, ainsi que le couvent annexé, est mentionnée pour la première fois en 1097. 
De 1297 à 1313 les Augustins l'agrandissent, probablement sous la conduite de Giovanni Pisano (côté est). 
Au XVIIe siècle, l'édifice est restauré avec l'ajout des autels et de la chapelle du sacrement réalisée par Matteo Nigetti (1614).

## Description
La façade comporte des pilastres, des arcs aveugles et des blasons et est décorée d'incrustations (intarsia) du XIIe siècle. 
L'intérieur abrite les panneaux peints de la Vierge à l'Enfant de Matteo Traini, Saint Nicolas sauve Pise de la peste, des toiles de Giovanni Stefano Marucelli (en) et Giovanni Biliverti, une croix peinte de Giovanni Pisano, une Vierge à l'Enfant de Nino Pisano et une Annonciation de Francesco di Valdambrino.
Un passage couvert relie l'église à la Torre De Cantone et au Palazzo delle Vedove (it) (« palais des veuves » utilisé par les veuves de la famille Médicis demeurant dans ce palais, pour rejoindre directement l'église sans passer par la rue).

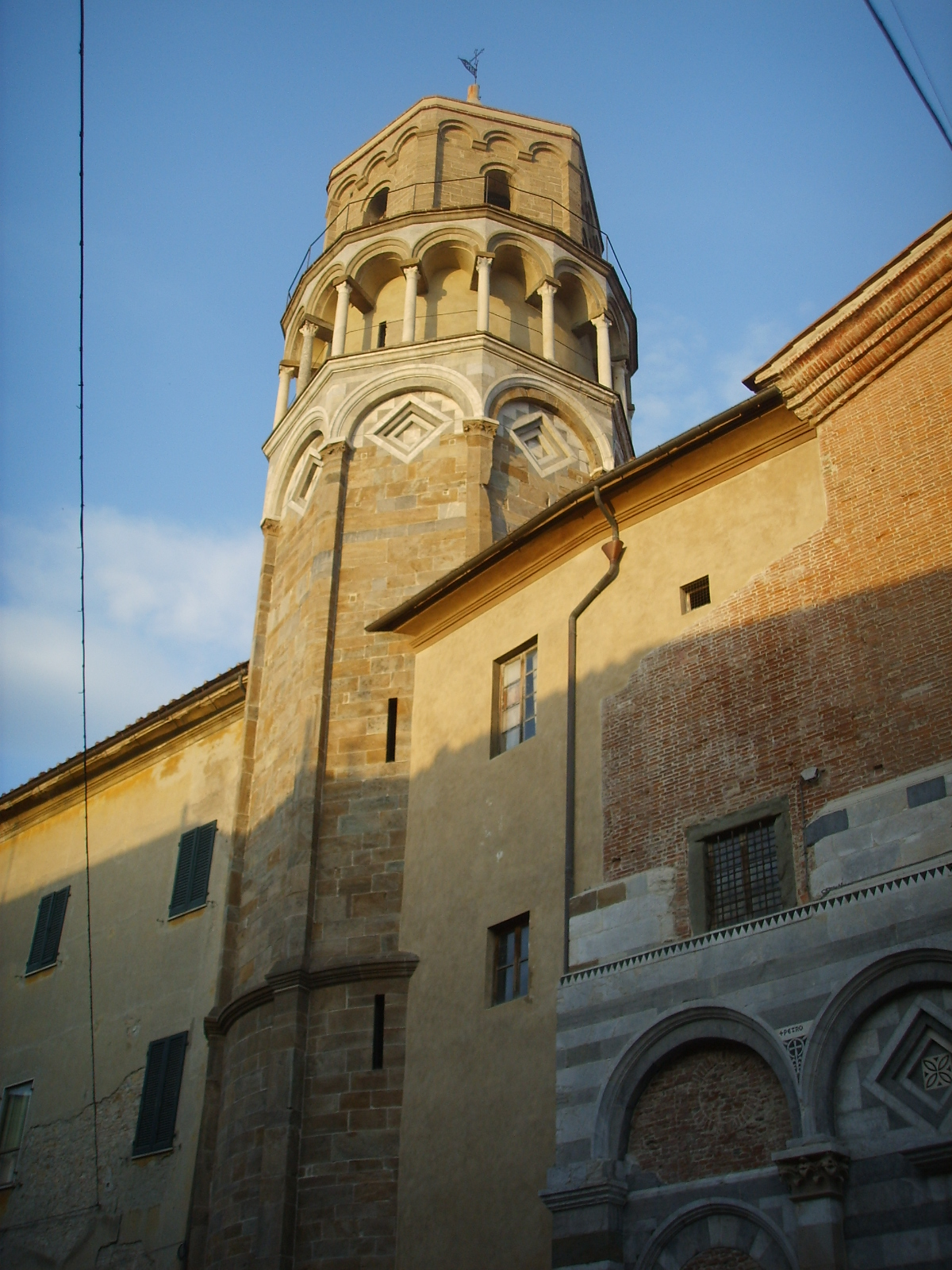
Le campanile octogonal.
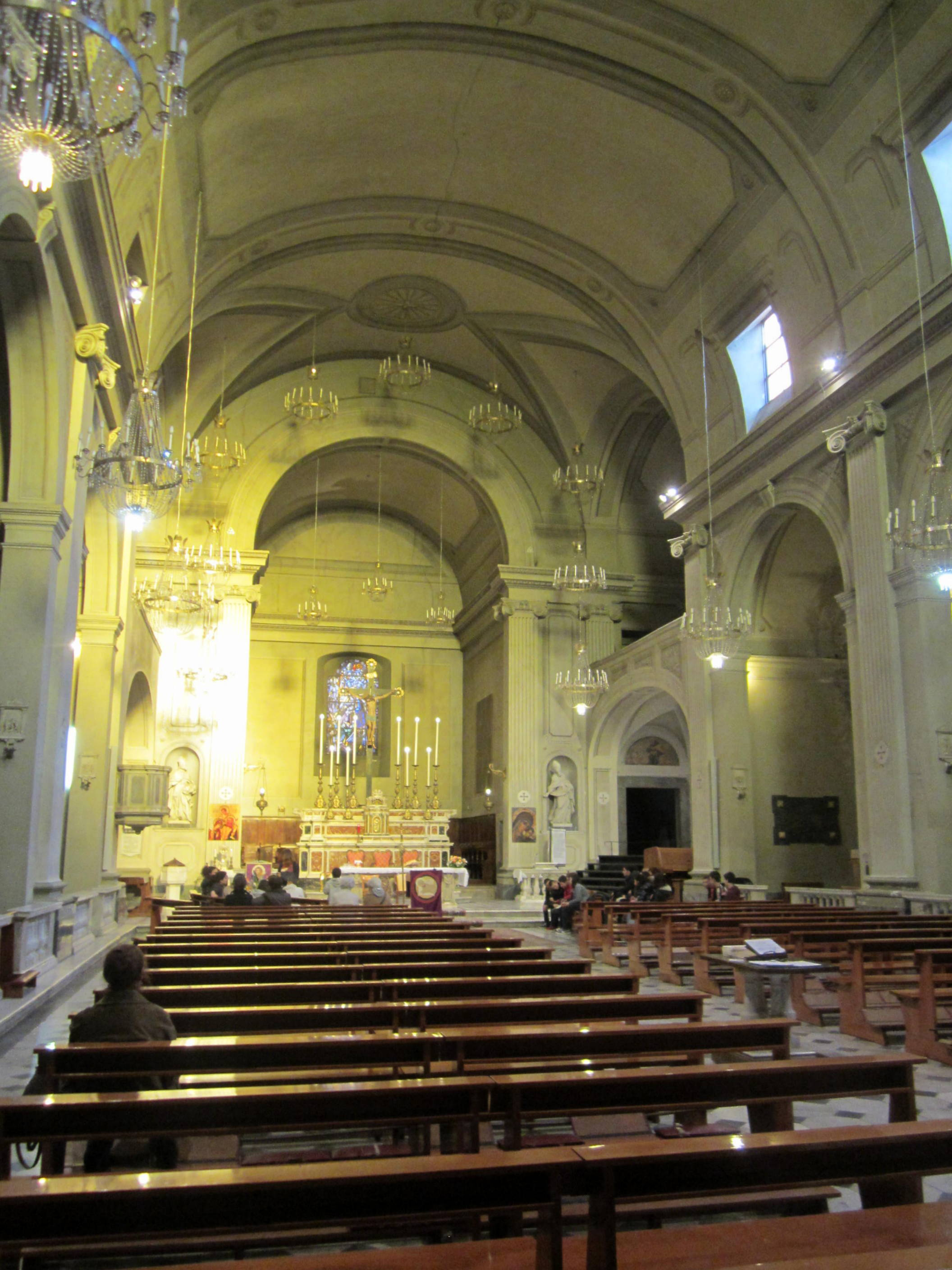
Intérieur.
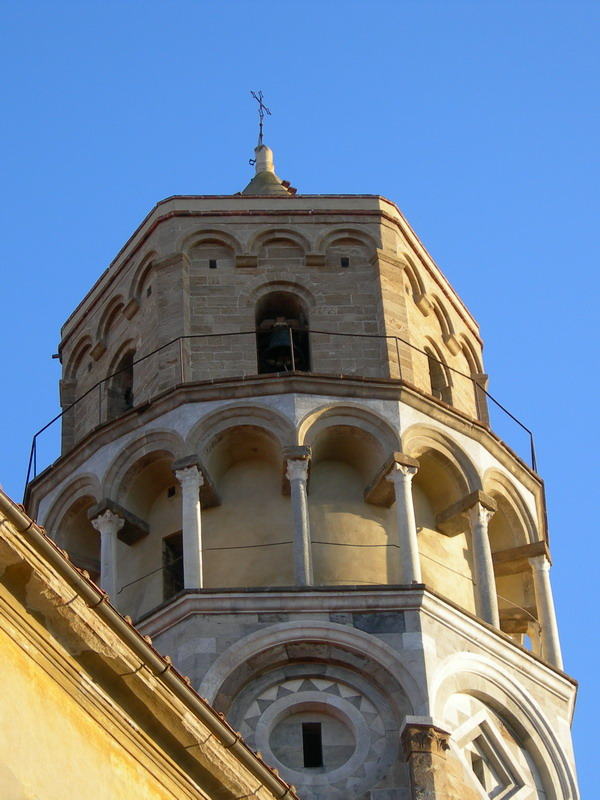
Le sommet du campanile.

## Le campanile
Le campanile octogonal, le deuxième plus célèbre dans la ville après la tour de Pise, remonte probablement à 1170. Il n'y a aucune preuve, mais, à l'instar de la tour de Pise, l'architecte est probablement Diotisalvi. 
Giorgio Vasari l'attribue néanmoins à Nicola Pisano : « …a Nicola Pisano, il quale fu non meno eccellente scultore che architetto, si deve la più bella, più ingegnosa e più capricciosa architettura che facesse mai: il Campanile di San Nicola di Pisa… ».
Initialement, il était séparé des bâtiments voisins. Il est aussi légèrement incliné et sa base est sous le niveau actuel de la rue.
La partie basse commence en haut de chaque côté par des arcs aveugles. La cellule des cloches est un prisme à base hexagonale, possédant une fenêtre simple de chaque côté et entourée par une galerie de petits arcs soutenus par des colonnes. Sa couverture est pyramidale.
L'effet polychrome a été obtenu à l'aide de pierres provenant de différentes carrières de Toscane : pierre gris clair du Mont Verruca, panchina (it) gris foncé de Livourne, marbre blanc de Carrare, granite de l'île d'Elbe, calcaire gris de San Giuliano Terme.

## Œuvres conservées
- Francesco Traini, Madonna col Bambino (XIVe siècle)
- San Nicola salva Pisa dalla peste (XVe siècle)
- Giovanni Pisano : Crocifisso
- Nino Pisano, Madonna col Bambino
- Francesco di Valdambrino, Annunciata

## Source de la traduction
- (it) Cet article est partiellement ou en totalité issu de l’article de Wikipédia en italien intitulé « Chiesa di San Nicola (Pisa) » (voir la liste des auteurs).